# Carl Unverricht
Carl Unverricht ( * 1809 - 1883 ) fue un botánico alemán, que trabajó en la familia Araceae.
- La abreviatura «Unverr.» se emplea para indicar a Carl Unverricht como autoridad en la descripción y clasificación científica de los vegetales.[1]

- «Carl Unverricht». Índice Internacional de Nombres de las Plantas (IPNI). Real Jardín Botánico de Kew, Herbario de la Universidad de Harvard y Herbario nacional Australiano (eds.).
- Wikispecies tiene un artículo sobre Carl Unverricht.

- Datos: Q5561167
- Especies: Carl Unverricht

1. ↑  Todos los géneros y especies descritos por este autor en IPNI.